# Boudewijn van Steinfurt

Bentheim-Steinfurt

Boudewijn van Steinfurt (1244-1317) was heer van Steinfurt, graaf van Laer, stadhouder van het Hoogstift Münster (vanaf 1309) en heer van Bredevoort.

## Biografie
Boudewijn was een zoon van Ludolf van Steinfurt en Elisabeth van Bentheim-van Holland, en trouwde omstreeks 1260 met Elisabeth zur Lippe een dochter van Bernhard zur Lippe en Sophie van Arnsberg. Nadat Everhard I van der Mark het kasteel Bredevoort verwoestte in 1278 besloot  Boudewijn in 1284 zijn helft van de ruïne van het kasteel Bredevoort te verkopen aan bisschop Everhard van Diest van Münster.

## Kinderen
- Ludolf van Steinfurt, trouwde omstreeks 1276 met Oda van Diepholz, dochter van Johan, overleden in 1308,
- Boudewijn van Steinfurt, domheer in Münster en Paderborn, overleden na 1309,
- Elisabeth van Steinfurt, trouwde met Heinrich von Frankenstein,
- Hendrik van Steinfurt,
- Elisabeth van Steinfurt, geboren voor 1269, overleden op 6 juni 1315, trouwde met Gijsbert van Bronckhorst,
- Lutgard van Borghorst, in 1301 abdis van Borghorst, in 1316 abdis van Sticht Vreden, overleden na 1318,
- Agnes van Steinfurt, geboren in 1285, overleden na 1315.